# Kim Hyun-Sung
Kim Hyun-Sung (Hangul: 김현성), född den 27 september 1989 i Suwon, Sydkorea, är en sydkoreansk fotbollsspelare som spelar för FC Seoul i K League Classic. Han tog OS-brons i herrfotbollsturneringen vid de olympiska fotbollsturneringarna 2012 i London. 